# Landtagswahlen in Baden-Württemberg
Landtagswahlen in Baden-Württemberg gibt einen Überblick über die Landtagswahlergebnisse im Land Baden-Württemberg sowie die daraus resultierende Zusammensetzung der jeweiligen Landtage und Landesregierungen seit dem Zusammenschluss von drei Vorläuferländern infolge Wahl zur Bildung von Baden-Württemberg 1952. Bis 1996 wurde im Abstand von vier Jahren gewählt, seither beträgt die Dauer der Legislaturperiode fünf Jahre. 
Die anstehende 18. Landtagswahl wird am 8. März 2026 stattfinden, erstmals mit Erststimme sowie Zweitstimme für Landeslisten gemäß 2022 geändertem Wahlrecht.
Unter Besatzung entstanden zunächst Württemberg-Baden in der Amerikanischen Zone, sowie südlich der Autobahn Karlsruhe-Stuttgart-Ulm (A8) die Länder (Süd-)Baden und Württemberg-Hohenzollern. In der US-Besatzungszone im Norden wurde bereits 1946 gewählt, gleich zwei Mal, mit Wahlen zum Landtag in Württemberg-Baden am 30. Juni 1946, am 24. November 1946 sowie am 19. November 1950. In der französischen Zone wurde nur 1947 gewählt, zum Landtag in Baden und zum Landtag in Württemberg-Hohenzollern am 18. Mai 1947. Ergebnisse siehe Ergebnisse der Landtagswahlen in der Bundesrepublik Deutschland#Landtag in Baden-Württemberg. Aus der Wahl zur Verfassunggebenden Landesversammlung in Baden-Württemberg 1952 wurde diese Versammlung und anschließend der erste Landtag gebildet, die Wahl 1952 gilt daher auch als erste Landtagswahl des neuen Landes.

## Übersicht der Ergebnisse

### Prozentuale Wahlergebnisse

Übersicht über die Ergebnisse bei Landtagswahlen in Baden-Württemberg

| Wahltag          | Wahl- beteiligung | Grüne  | CDU    | SPD    | FDP    | AfD    | Linke | FW    | NPD   | Piraten | REP    | BHE (GDP) | KPD (DFU) |
| ---------------- | ----------------- | ------ | ------ | ------ | ------ | ------ | ----- | ----- | ----- | ------- | ------ | --------- | --------- |
| 9. März 1952 1   | 63,7 %            |        | 36,0 % | 28,0 % | 18,0 % |        |       |       |       |         |        | 6,3 %     | 4,4 %     |
| 4. März 1956     | 70,3 %            |        | 42,6 % | 28,9 % | 16,6 % |        |       |       |       |         |        | 6,3 %     | 3,2 %     |
| 15. Mai 1960     | 59,0 %            |        | 39,5 % | 35,3 % | 15,8 % |        |       |       |       |         |        | 6,6 %     |           |
| 26. April 1964   | 67,7 %            |        | 46,2 % | 37,3 % | 13,1 % |        |       |       |       |         |        | 1,8 %     | 1,4 %     |
| 28. April 1968 2 | 70,7 %            |        | 44,2 % | 29,0 % | 14,4 % |        |       |       | 9,8 % |         |        |           |           |
| 23. April 1972   | 80,0 %            |        | 52,9 % | 37,6 % | 8,9 %  |        |       |       |       |         |        |           |           |
| 4. April 1976    | 75,5 %            |        | 56,7 % | 33,3 % | 7,8 %  |        |       |       | 0,9 % |         |        |           |           |
| 16. März 1980    | 72,0 %            | 5,3 %  | 53,4 % | 32,5 % | 8,3 %  |        |       |       | 0,1 % |         |        |           |           |
| 25. März 1984    | 71,2 %            | 8,0 %  | 51,9 % | 32,4 % | 7,2 %  |        |       |       |       |         |        |           |           |
| 20. März 1988    | 71,8 %            | 7,9 %  | 49,0 % | 32,0 % | 5,9 %  |        |       |       | 2,1 % |         | 1,0 %  |           |           |
| 5. April 1992    | 70,1 %            | 9,5 %  | 39,6 % | 29,4 % | 5,9 %  |        |       |       | 0,9 % |         | 10,9 % |           |           |
| 24. März 1996    | 67,6 %            | 12,1 % | 41,3 % | 25,1 % | 9,6 %  |        |       |       |       |         | 9,1 %  |           |           |
| 25. März 2001    | 62,6 %            | 7,7 %  | 44,8 % | 33,3 % | 8,1 %  |        |       |       | 0,2 % |         | 4,4 %  |           |           |
| 26. März 2006    | 53,4 %            | 11,7 % | 44,2 % | 25,2 % | 10,7 % |        | 3,1 % |       | 0,7 % |         | 2,5 %  |           |           |
| 27. März 2011    | 66,3 %            | 24,2 % | 39,0 % | 23,1 % | 5,3 %  |        | 2,8 % |       | 1,0 % | 2,1 %   | 1,1 %  |           |           |
| 13. März 2016    | 70,4 %            | 30,3 % | 27,0 % | 12,7 % | 8,3 %  | 15,1 % | 2,9 % | 0,1 % | 0,4 % | 0,4 %   | 0,3 %  |           |           |
| 14. März 2021    | 63,8 %            | 32,6 % | 24,1 % | 11,0 % | 10,5 % | 9,7 %  | 3,6 % | 3,0 % |       | 0,1 %   |        |           |           |

Graphische Darstellung der Entwicklung der Wahlergebnisse (1952–2021)

### Sitzverteilung
Fett gedruckt: Parteien bilden die Regierungskoalition.
| Jahr   | Gesamt | Grüne | CDU  | SPD  | FDP  | AfD | NPD | REP | BHE | KPD |
| ------ | ------ | ----- | ---- | ---- | ---- | --- | --- | --- | --- | --- |
| 1952 1 | 121    |       | 50 1 | 38   | 23   |     |     |     | 6   | 4   |
| 1956   | 120    |       | 56   | 36   | 21   |     |     |     | 7   |     |
| 1960   | 121    |       | 52   | 44   | 18   |     |     |     | 7 2 |     |
| 1964 3 | 120    |       | 59   | 47 3 | 14 3 |     |     |     |     |     |
| 1968   | 127    |       | 60   | 37   | 18   |     | 12  |     |     |     |
| 1972   | 120    |       | 65   | 45   | 10   |     |     |     |     |     |
| 1976   | 121    |       | 71   | 41   | 9    |     |     |     |     |     |
| 1980   | 124    | 6     | 68   | 40   | 10   |     |     |     |     |     |
| 1984   | 126    | 9     | 68   | 41   | 8    |     |     |     |     |     |
| 1988   | 125    | 10    | 66   | 42   | 7    |     |     |     |     |     |
| 1992   | 146    | 13    | 64   | 46   | 8    |     |     | 15  |     |     |
| 1996   | 155    | 19    | 69   | 39   | 14   |     |     | 14  |     |     |
| 2001   | 128    | 10    | 63   | 45   | 10   |     |     |     |     |     |
| 2006   | 139    | 17    | 69   | 38   | 15   |     |     |     |     |     |
| 2011   | 138    | 36    | 60   | 35   | 7    |     |     |     |     |     |
| 2016   | 143    | 47    | 42   | 19   | 12   | 23  |     |     |     |     |
| 2021   | 154    | 58    | 42   | 19   | 18   | 17  |     |     |     |     |

Graphische Darstellung der Entwicklung der Sitzverteilung (1952–2021)